# Les Mouchoirs jaunes du bonheur
Pour plus de détails, voir Fiche technique et Distribution.
Les Mouchoirs jaunes du bonheur (幸福の黄色いハンカチ, Shiawase no kiiroi hankachi) est un film japonais réalisé par Yōji Yamada, sorti en 1977.

## Synopsis
Kin'ya et Akemi viennent de se rencontrer et décident de parcourir en voiture l'île d'Hokkaidō.

## Fiche technique

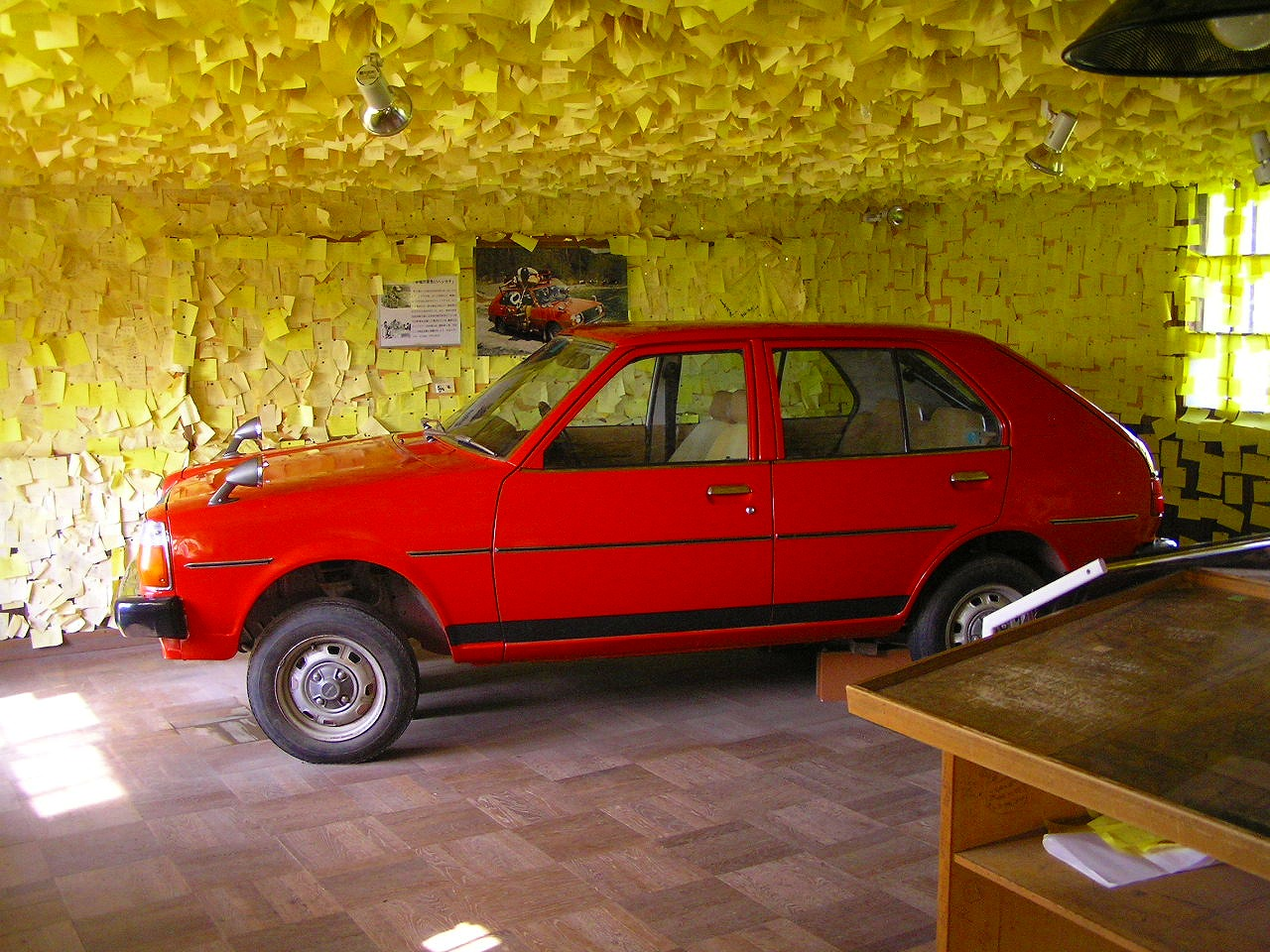
La Mazda Familia du film.

- Titre : Les Mouchoirs jaunes du bonheur
- Titre original : 幸福の黄色いハンカチ (Shiawase no kiiroi hankachi?)
- Réalisation : Yōji Yamada
- Scénario : Yōji Yamada et  Yoshitaka Asama, d'après une nouvelle de Pete Hamill
- Musique : Masaru Satō
- Photographie : Tetsuo Takaha
- Décors : Mitsuo Degawa
- Montage : Iwao Ishii (ja)
- Production : Tōru Najima
- Société de production : Shōchiku
- Pays de production :  Japon
- Langue originale : japonais
- Format : couleur — 2,35:1 — 35 mm — son mono
- Genre : Comédie dramatique
- Durée : 108 minutes[1]
- Dates de sortie : 
  - Japon : 1er octobre 1977[1]

## Distribution
- Ken Takakura : Yūsaku Shima
- Chieko Baishō : Mitsue Shima
- Kaori Momoi : Akemi Ogawa
- Tetsuya Takeda : Kin'ya Hanada
- Hisao Dazai : le gérant du ryokan
- Makoto Akatsuka : Chinpira
- Mari Okamoto : la fille de la boutique de rāmen
- Kiyoshi Atsumi : le policier Watanabe

## Distinctions
Le film a été nommé pour huit Japan Academy Prizes et en a remporté six : meilleur film, meilleur acteur Ken Takakura, meilleur second rôle masculin pour Tetsuya Takeda, meilleur second rôle féminin pour Kaori Momoi, meilleur réalisateur et meilleur scénario.